# Kraftwerk Fessenheim
Das Kraftwerk Fessenheim ist ein Laufwasserkraftwerk am Rheinseitenkanal (franz. Grand Canal d’Alsace) in Frankreich. Es liegt bei Fessenheim im Département Haut-Rhin. Das Kraftwerk Fessenheim ist das dritte der vier Kraftwerke im Verlauf des Rheinseitenkanals. Für die Schifffahrt auf dem Kanal wurde in einem parallelen Kanalabschnitt eine Schleuse mit zwei Schleusenkammern gebaut. Etwa einen Kilometer kanalaufwärts liegt das Kernkraftwerk Fessenheim. Die Gemeindeverbindungsstraße zwischen dem badischen Hartheim am Rhein und Fessenheim überquert direkt am Kraftwerk den Kanal.
Im Versailler Vertrag erhielt Frankreich 1919 das alleinige Ausbaurecht für den Rhein als Grenzfluss zwischen Deutschland und Frankreich. Das 1956 in Betrieb gegangene Kraftwerk ist Teil von Électricité de France (EDF).